# Лисун малий
Лисун малий (Pomatoschistus minutus) є прибережною рибою родини Бичкових, поширеною у водах Європи від Балтійського до Середземного моря. Часто зустрічається на піщаних ділянках, літоральній зоні, лагунах, естуаріях. Сягає 94 мм довжиною.
Має піщаний колір з темними смужками на боках. Під час нересту самці мають синю пляму з білою окантовкою на першому спинному плавці. Тіло тонке, голова біля чверті від довжини тіла.
Нерестує літом, відкладає ікру під черепашки молюсків і каміння, самці охороняють кладку. Живе біля 15–18 місяців. Живиться здебільш амфіподами і поліхетами.